# Coach (autotype)

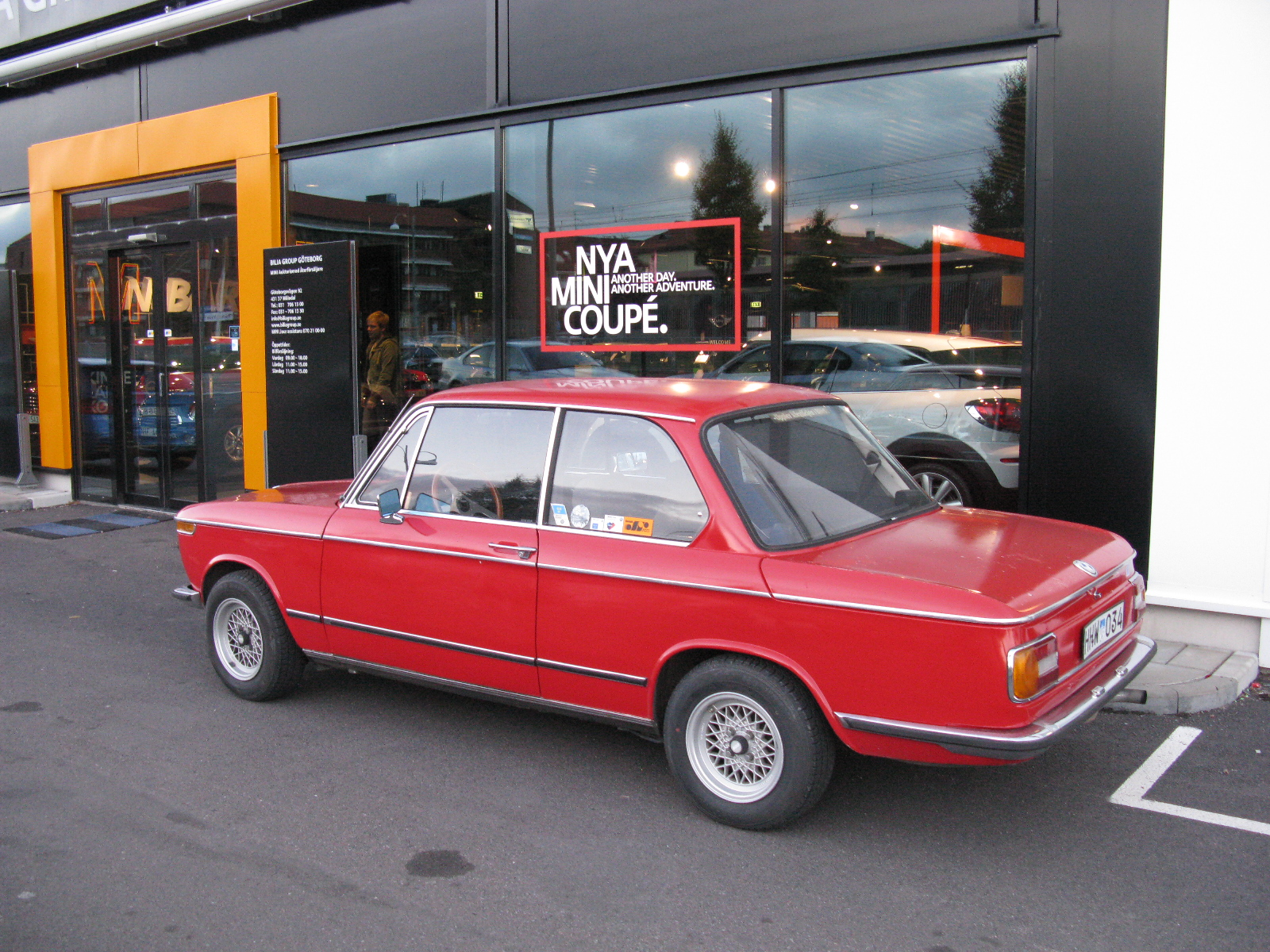
De BMW 1602 is een voorbeeld van een coach

Een coach is een carrosserievorm voor een auto met twee portieren en een kofferdeksel waarbij het personengedeelte (meestal) niet vanuit de bagageruimte/kofferbak bereikt kan worden. De bagageruimteruimte is een afzonderlijke afgesloten kofferbak.

## Informatie
De term coach voor aanduiding van een carrosserievariant is sinds eind jaren tachtig niet gebruikelijk meer, de coach wordt dan ook van vrijwel geen enkel model nog gebouwd. De plaats van de coach is de afgelopen jaren ingenomen door de hatchback, die door zijn derde of vijfde deur veel meer praktische mogelijkheden met zich mee bracht, tegen ongeveer dezelfde kosten. Tweedeurscarrosserieën worden tegenwoordig hoofdzakelijk gebouwd als coupé-varianten. 
Om praktische redenen is de vraag naar coachcarrosserieën sterk teruggelopen. Een grote achterklep biedt zoveel meer transportmogelijkheden dat het modellenprogramma van de fabrikant vaak uitsluitend nog uit hatchbacks en stationcars bestaat, eventueel aangevuld met sedans en coupés. De driedeursstationcar heeft om dezelfde reden ook helemaal afgedaan.

## Coach versus coupé
De coach moet niet verward worden met de coupé-variant, die normaal gesproken een lagere en aflopende daklijn heeft. Bij de coach en de sedan lopen de daklijnen meestal in gelijke mate af.

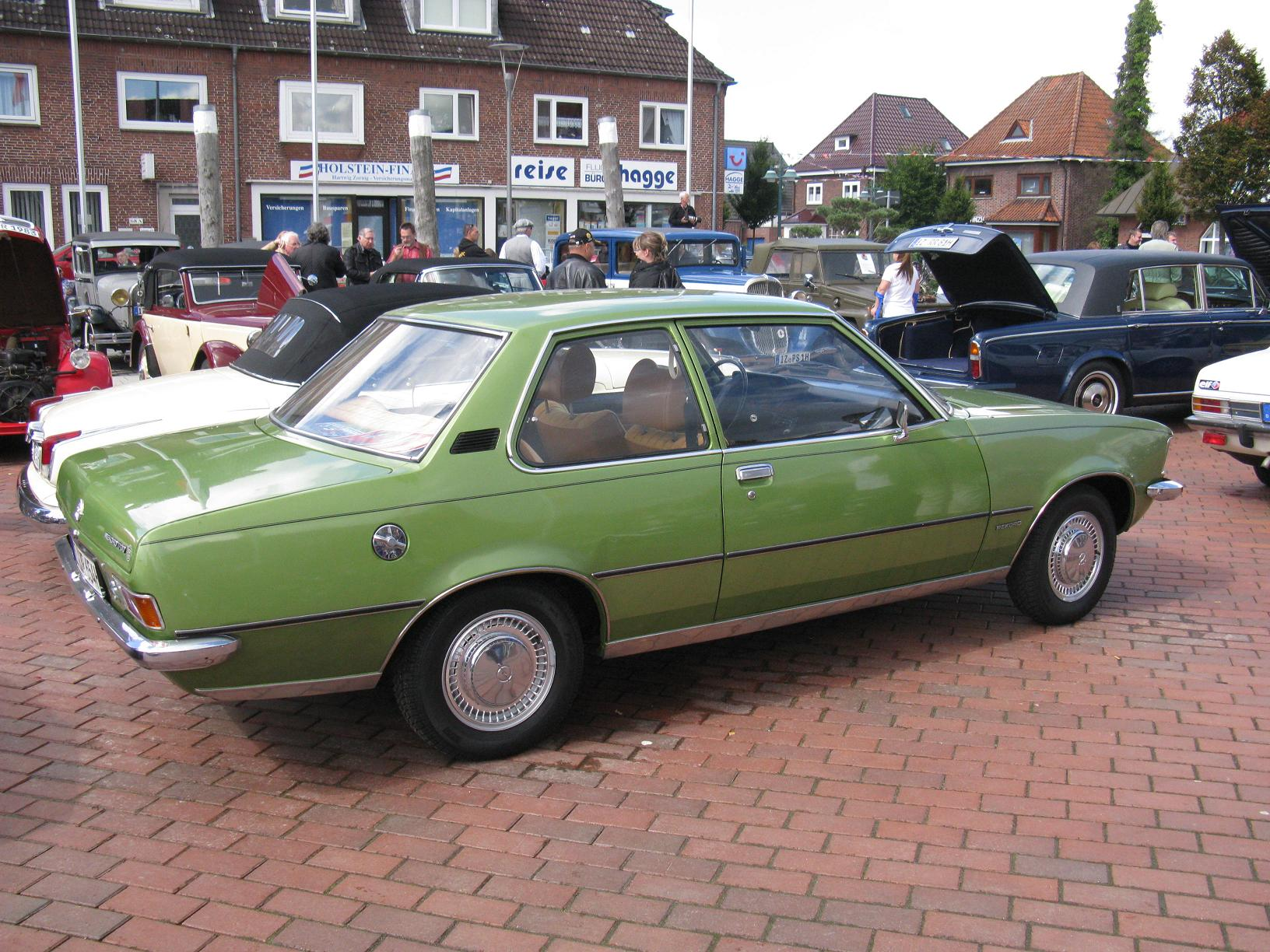
Een Opel Rekord als coach
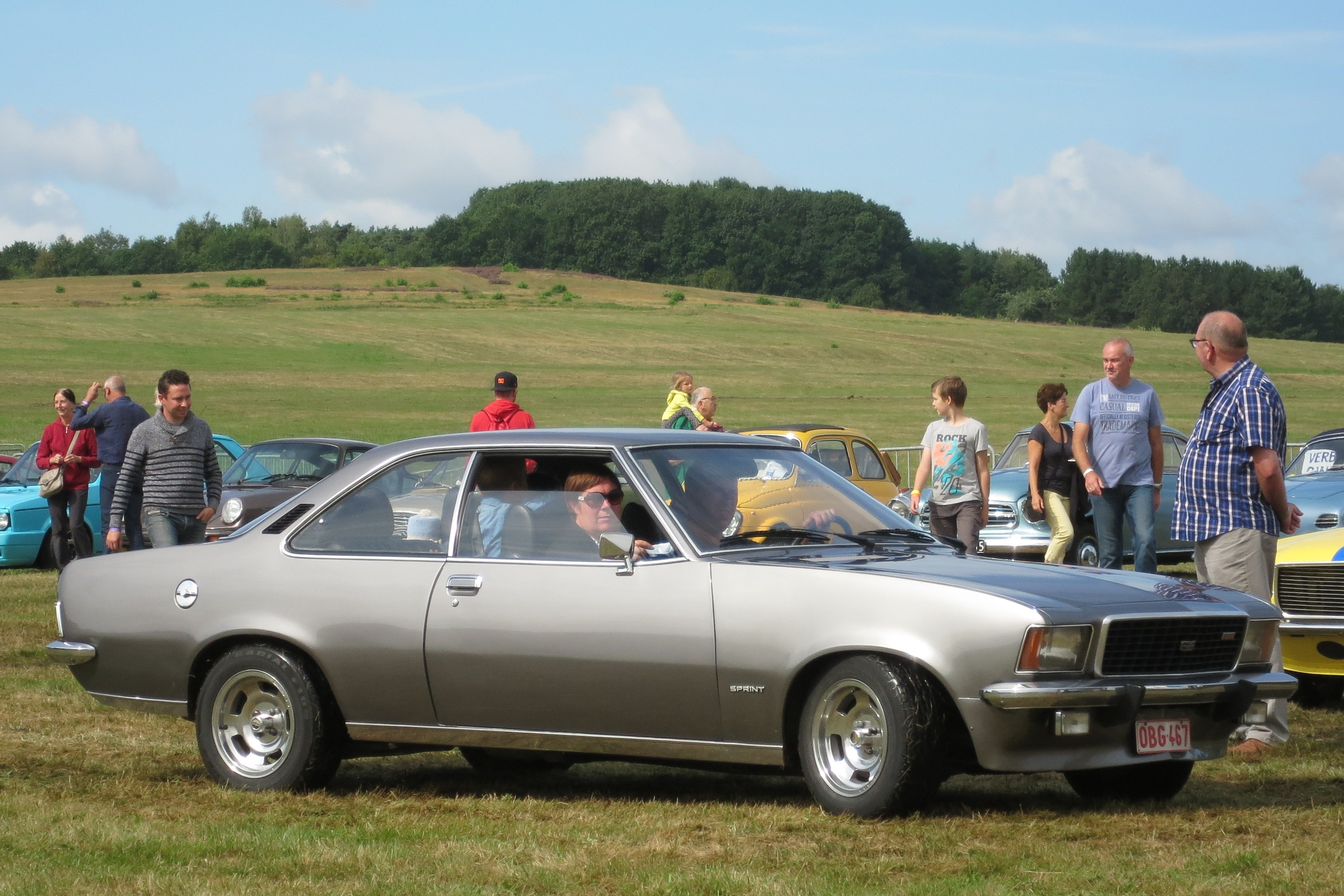
Een Opel Rekord als coupé

## Modellen
Bekende coach-modellen waren onder andere de Opel Rekord en de Ford Taunus. De respectievelijke opvolgers hiervan - de Opel Omega en de Ford Sierra - zijn niet meer als coach geleverd. Andere voorbeelden van coachcarrosserieën zijn: de DAF-modellen 33/44/46/66 (ook als coupé leverbaar geweest, waarbij de daklijn vloeiend afloopt in plaats van in fasen), Opel Corsa A TR, Opel Ascona, Volkswagen Derby, Volkswagen Jetta II. Merk op dat in dit rijtje veel Duitse merken staan; in Frankrijk werd al vroeg begonnen met de hatchback, onder andere door Renault met de in 1964 uitgekomen Renault 16.